# مجنون ليلى (مسلسل)
مجنون ليلى هو مسلسل كوميدي تركي تدور أحداثه حول رواية مجنون ليلى بطريقة ساخرة. المسلسل من بطولة علي أطاي، أزغي آثار أوغلو، سيركان كسكين وأحمد ممتاز تايلان.

## روابط خارجية
- مجنون ليلى (مسلسل) على موقع IMDb (الإنجليزية)
- مجنون ليلى (مسلسل) على موقع روتن توميتوز (الإنجليزية)
- مجنون ليلى (مسلسل) على موقع كينوبويسك (الروسية)
- مجنون ليلى (مسلسل) على موقع ألو سيني (الفرنسية)
- مجنون ليلى (مسلسل) على موقع قاعدة بيانات الفيلم (الإنجليزية)